# Litoria dux
Litoria dux — лягушка из рода бесхвостых земноводных из семейства квакш. Один из последних описанных видов амфибий.

## Описание
Довольно крупная лягушка преимущественно зелёного цвета.

## Ареал
Эндемик полуострова Хуон Папуа — Новая Гвинея.